# Бій біля острова Реннелл
Бій біля острову Реннелл (англ. Battle of Rennell Island) — битва Другої світової війни в Тихому океані між американськими силами, що супроводжували конвой на острів Гуадалканал і авіаційними силами Японського імперського флоту, яка відбувалася 29-30 січня 1943 року. Бій відбувся між островами Реннелл і Гуадалканал в південній частині Соломонових островів.
Під час бою японські торпедоносці наземного базування, завданням яких було прикриття евакуації японських сухопутних сил з Гуадалканалу, провели декілька атак американських військових кораблів протягом двох днів на південь від Гуадалканалу.
Крім знищення будь-яких японських кораблів, які могли бути виявлені американським з'єднанням, перед ним також стояло завдання захисту конвою Союзників з солдатами, яких перевозили на Гуадалканал для заміни.
В ході повітряних атак, проведених в сутінках, японцям вдалося потопити американський важкий крейсер «Чикаго» і важко пошкодити ескадрений міноносець, інша частина американського з'єднання змушена була відступити до південної частини Соломонових островів. Багато в чому завдяки відходу американського з'єднання з поля бою японці успішно завершили евакуацію своїх солдатів 7 лютого 1943 року і залишили острів в руках Союзників.